# Mimillaena
Mimillaena is een kevergeslacht uit de familie van de boktorren (Cerambycidae). De wetenschappelijke naam van het geslacht werd voor het eerst geldig gepubliceerd in 1958 door Breuning.

## Soorten
Mimillaena omvat de volgende soorten:
- Mimillaena rufescens Breuning, 1958
- Mimillaena semiobscura Hayashi, 1961